# Nemzeti Bajnokság I 1919-20
La Nemzeti Bajnokság I 1919-20 fue la 17.ª edición del Campeonato de Fútbol de Hungría. El campeón fue el MTK Budapest, que conquistó su séptimo título de liga. El goleador fue György Orth, del MTK. Se otorgaron dos puntos por victoria, uno por empate y ninguno por derrota.

## Tabla de posiciones
|    | Equipo              | PJ | PG | PE | PP | GF  | GC | DG  | Pts | Notas      |
| -- | ------------------- | -- | -- | -- | -- | --- | -- | --- | --- | ---------- |
| 1  | MTK                 | 28 | 26 | 1  | 1  | 113 | 17 | +96 | 53  | Campeón    |
| 2  | Budapest Honvéd FC  | 28 | 19 | 5  | 4  | 52  | 21 | +31 | 43  |            |
| 3  | Ferencvárosi TC     | 28 | 15 | 10 | 3  | 37  | 15 | +22 | 40  |            |
| 4  | Törekvés SE         | 28 | 12 | 8  | 8  | 39  | 31 | +8  | 32  |            |
| 5  | Budapesti TC        | 28 | 12 | 6  | 10 | 37  | 33 | +4  | 30  |            |
| 6  | Vasas SC            | 28 | 10 | 9  | 9  | 31  | 26 | +5  | 29  |            |
| 7  | Újpesti TE          | 28 | 11 | 4  | 13 | 39  | 30 | +9  | 26  |            |
| 8  | Magyar AC           | 28 | 10 | 6  | 12 | 35  | 42 | -7  | 26  |            |
| 9  | III. Kerületi TVE   | 28 | 8  | 8  | 12 | 22  | 30 | -8  | 24  |            |
| 10 | Budapesti AK        | 28 | 7  | 9  | 12 | 29  | 37 | -8  | 23  |            |
| 11 | Terézvárosi TC      | 28 | 6  | 11 | 11 | 25  | 40 | -15 | 23  |            |
| 12 | Nemzeti SC          | 28 | 6  | 8  | 14 | 29  | 56 | -27 | 20  | Descendido |
| 13 | Újpesti Törekvés SE | 28 | 8  | 3  | 17 | 20  | 60 | -40 | 19  | Descendido |
| 14 | MAFC                | 28 | 5  | 6  | 17 | 12  | 47 | -35 | 16  | Descendido |
| 15 | 33 FC               | 28 | 5  | 6  | 17 | 10  | 45 | -35 | 16  |            |

PJ = Partidos jugados; PG = Partidos ganados; PE = Partidos empatados; PP = Partidos perdidos; GF = Goles a favor; GC = Goles en contra; DG = Diferencia de gol; Pts = Puntos